# Synallaxe de Vaurie
Synallaxis castanea
Espèce
Synonymes
- Synallaxis unirufa castanea P.L. Sclater, 1856

Statut de conservation UICN

 LC  : Préoccupation mineure
Le Synallaxe de Vaurie (Synallaxis castanea) est une espèce d'oiseaux de la famille des Furnariidae autrefois considérée comme sous-espèce du Synallaxe roux (S. unirufa).

## Répartition
Cet oiseau peuple la cordillère de la Costa (Venezuela).